# Plecia convaluta
Plecia convaluta är en tvåvingeart som beskrevs av Yang och Chen 2002. Plecia convaluta ingår i släktet Plecia och familjen hårmyggor. Inga underarter finns listade i Catalogue of Life.